# Grace/Wastelands
Albums de Peter Doherty
Time for Heroes: The Best of The Libertines
(2007) Hamburg Demonstrations
(2016)
Grace/Wastelands est le premier album solo de Peter Doherty, leader des Libertines et des Babyshambles. Il contient les contributions du guitariste de Blur Graham Coxon, qui joue de la guitare sur toutes les chansons de l'album exceptée Broken Love Song, ainsi que de la chanteuse écossaise Dot Allison et des autres membres des Babyshambles.
La plupart des chansons ont été jouées en direct de nombreuses fois par Doherty. La chanson 1939 Returning devait à l'origine être un duo avec Amy Winehouse. La chanson A Little Death Around the Eyes est coécrite avec Carl Barât. Broken Love Song est coécrite avec Peter Wolfe (ou Wolfman) dans laquelle il joue également de la guitare.
L'album est sorti au Royaume-Uni le 16 mars 2009, précédé d'une semaine par le single Last of the English Roses. La plupart des titres de l'album ont plusieurs années et sont bien connus par les fans. La chanson Arcadie était d'abord intitulée Arcady, la raison du changement orthographique est inconnue. L'album devait à l'origine inclure la chanson Darksome Sea, coécrite par Doherty et Peter Wolfe et enregistrée à l'été 2008, mais celle-ci n'a finalement pas trouvé sa place sur l'album.

## Réception
L'album est plutôt bien apprécié par la critique. Les Inrockuptibles se réjouissent d'une « belle surprise artistique »; selon eux, c'est « l'album le plus touchant, le plus abouti depuis le second Libertines ». Hugo Cassavetti, de Télérama, s'enthousiasme pour « un album poétique et lumineux ». La presse anglaise, notamment The Guardian, salue un « retour à la décence » de Doherty, après ses nombreuses frasques rapportées par les tabloïds.

## Pistes
Tous les morceaux ont été écrits par Pete Doherty sauf exceptions.
1. Arcady - 2:53
2. Last of the English Roses - 3:51
3. 1939 Returning - 3:10
4. A Little Death Around the Eyes - 3:32 (Doherty/Carl Barât)
5. Salomè - 3:14
6. I Am the Rain - 3:14 (Doherty/John Robinson)
7. Sweet by and By - 3:05 (Doherty/Alan Wass)
8. Palace of Bone - 4:24
9. Sheepskin Tearaway - 2:43 (Doherty/Dot Allison)
10. Broken Love Song - 3:44 (Doherty/Peter Wolfe)
11. New Love Grows on Trees - 3:38
12. Lady Don't Fall Backwards - 2:17

### Édition Française
Live au Festival des Eurockéennes de Belfort (4 juillet 2009)
1. Last of the English Roses
2. Arcady
3. Billie Jean (Michael Jackson)
4. Music When The Lights Go Out (Doherty/Carl Barât)
5. Can't Stand Me Now
6. A Message to You Rudy (Dandy Livingstone)